# Monos
Monos és una illa de Trinitat i Tobago. És una de les illes situades a les Bocas del Dragón, entre Trinitat i Veneçuela. S'anomena així perquè antigament tenia una població sorollosa d'aluates de MacConnell (monos, en castellà).